# Conjecture de Painlevé

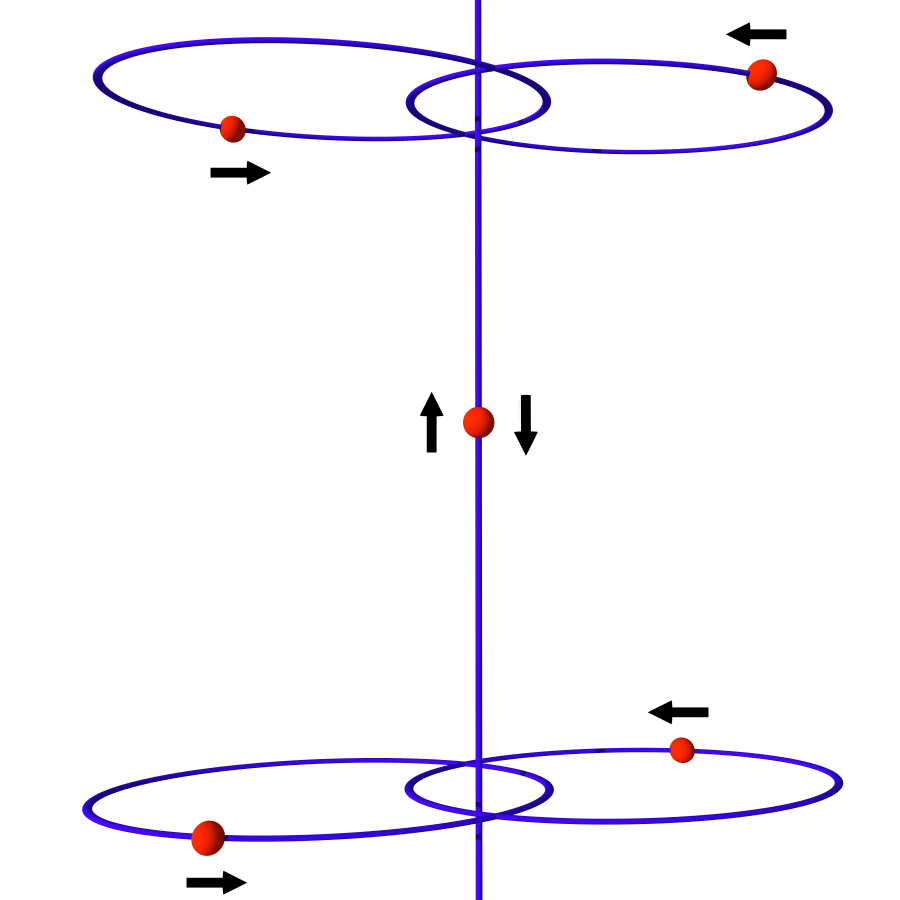
La configuration de Jeff Xia est formée de cinq points matériels, deux couples orbitant chacun autour de l'autre sur une ellipse très allongée, et le cinquième se déplaçant sur l'axe de symétrie ; Xia a démontré que pour certaines conditions initiales, cette dernière atteint une vitesse infinie en un temps fini, ce qui démontre la conjecture de Painlevé pour un nombre de masses supérieur à 5.

 En physique, et plus précisément en mécanique céleste, la conjecture de Painlevé, émise par Paul Painlevé en 1895, est une conjecture concernant le  problème à N corps, affirmant que, dans le cadre de la mécanique newtonienne, il existe des singularités (autres que des collisions) pour certaines configurations dès que  N ≥ 4,, c'est-à-dire que, pour ces configurations, certains corps s’éloignent à l'infini en un temps fini. Elle est devenue un théorème lorsque de telles configurations furent construites en 1988 par Jeff Xia dans le cas N ≥ 5,, et en 2014 par Jinxin Xue dans le cas N ≥ 4.

## Énoncé de la conjecture
Soit {\displaystyle (\mathbf {q} ,\mathbf {p} )} une solution du problème à n corps défini par {\displaystyle {\dot {\mathbf {q} }}=M^{-1}\mathbf {p} ,\;{\dot {\mathbf {p} }}=\nabla U(\mathbf {q} )} (où {\displaystyle \mathbf {q} } est le vecteur des positions des corps, {\displaystyle \mathbf {p} }  est le vecteur de leurs quantités de mouvement, M est la matrice des couples de masses  et U désigne le potentiel gravitationnel) ; elle est dite singulière s'il existe une séquence de temps {\displaystyle t_{n}} convergeant vers un temps fini {\displaystyle t^{*}} où {\displaystyle \nabla U\left(\mathbf {q} \left(t_{n}\right)\right)\rightarrow \infty } . Autrement dit, les forces et les accélérations de certains corps deviennent infinies à un moment donné dans le temps.
Une singularité de collision se produit si {\displaystyle \mathbf {q} (t)} tend vers une limite définie lorsque {\displaystyle t\rightarrow t^{*},t<t^{*}} . Si la limite n'existe pas, la singularité est appelée pseudo - collision ou singularité de non-collision. Paul Painlevé a montré que pour n = 3 toute solution avec une singularité en temps fini subit une singularité de collision. Cependant, il n'a pas réussi à étendre ce résultat au-delà de 3 corps. Ses conférences de Stockholm de 1895 se terminent par la conjecture que : 
Pour n ≥ 4 le problème à n corps admet des singularités sans collision,.

## Progrès vers la résolution de la conjecture
Edvard Hugo von Zeipel a prouvé en 1908 que s'il existe une singularité de collision, alors {\displaystyle J(\mathbf {q} (t))} tend vers une limite définie lorsque {\displaystyle t\rightarrow t^{*}}, où {\displaystyle J(\mathbf {q} )=\sum _{i}m_{i}|\mathbf {q} _{i}|^{2}} est le moment d'inertie. Cela implique qu'une condition nécessaire pour une singularité de non-collision est que la vitesse d'au moins une particule devient illimitée (puisque les positions {\displaystyle \mathbf {q} } restent finies jusqu'à ce point).
Mather et McGehee ont réussi à prouver en 1975 qu'une singularité de non-collision peut se produire dans le problème colinéaire à 4 corps (c'est-à-dire avec tous les corps sur une ligne), mais seulement après un nombre infini de collisions binaires (régularisées).
Donald Gene Saari a prouvé en 1977 que pour presque toutes (au sens de la mesure de Lebesgue) les conditions initiales dans le plan ou l'espace pour les problèmes à 2, 3 et 4 corps, il existe des solutions sans singularité.
En 1984, Joe Gerver a donné un argument pour une singularité sans collision dans le problème plan à 5 corps sans collisions (il a par la suite, partant de cet argument, obtenu une preuve rigoureuse pour le cas de 6 corps).
Enfin, dans sa thèse de doctorat de 1988, Jeff Xia a exhibé une configuration à 5 corps qui connaît une singularité sans collision,.En 2003, Joe Gerver a donné un modèle heuristique pour l'existence de singularités à 4 corps.
Dans sa thèse de doctorat de 2013 à l'Université du Maryland, Jinxin Xue a envisagé un modèle simplifié pour le cas du problème planaire à quatre corps. Sur la base du modèle de Gerver de 2003, il a prouvé qu'il existe un ensemble de conditions initiales (formant un ensemble de Cantor) qui conduisent à des solutions du système hamiltonien dont les vitesses sont accélérées à l'infini en un temps fini en évitant toutes les collisions antérieures. En 2014, Xue a étendu ses travaux précédents et a prouvé la conjecture pour n = 4,.